# Passions
Passions é uma telenovela estadunidense criada por James E. Reilly. Estreou na NBC em 5 de Julho de 1999 (no lugar de Another World), e sua data de exibição final na emissora foi 7 de Setembro de 2007. A partir de 17 de Setembro do mesmo ano, novos episódios começaram a ser exibidos no canal exclusivo da DirecTV, o The 101.
No início, Passions se encontrava em assuntos sobrenaturais, porém, depois de algum tempo, o romance e a comédia passaram a dominar as tramas. Passions se passa na fictícia cidade de Harmony, Nova Inglaterra, e nos mostra as aventuras românticas de seus habitantes.
Desde o início, a telenovela teve um pontuação baixa na audiência geral, porém, sempre foi líder entre os mais jovens, faixa etária que os anunciantes mais desejam. Apesar disto, não foi o bastante para que a NBC renovasse a série para uma 9ª temporada em 2007, preferindo estender o Today por mais uma hora. Com a transição para a DirecTV, o programa passou a ser exibido de segunda à quinta-feira, às 14h, com reprises nos finais de semana.

## História
Passions estreou com muita algazarra (James E. Reilly era creditado pelo grande aumento de audiência em Days of our Lives), e também alguma controvérsia e revolta (os fãs de Another World não conseguiam acreditar no fim do programa).
Durante a primeira metade do programa, elementos sobrenaturais como bruxas, warlocks e guarda-roupas que levavam ao Inferno eram destaques na trama. Uma personagem central era Charity, uma simples mulher que durante alguns momentos era possuída e se tornava demoníaca. Outro ponto de destaque foi a participação do Dr. Bombay de Bewitched no programa, como um amigo da bruxa Tabitha Lenox (que não deve ser confundida como Tabitha Stevens, de outra série). Mais recentemente, outra trama sobrenatural foi incluída na história, e a filha de Tabitha, Endora, trouxe à vida uma bela sereiana, que encantava a todos os homens, e afastou Kay de Fox, em favor de Miguel.
Depois de um tempo, Passions deixou de lado o paranormal e o sobrenatural, e passou a se concentrar nos tradicionais triângulos amorosos. Uma das tramas mais populares foi o romance interracial entre Julian Crane e Eve Russell. A paixão de ambos gerou uma criança, mas Alistair forçou seu filho a acabar o namoro e encontrar uma mulher mais "adequada" (branca). Eve se casou com o ex-astro do tênis, TC Russell, e teve duas filhas, Whitney e Simone, que acabou por se revelar lésbica no verão de 2005. Passions fez história ao ser a única telenovela a mostrar duas mulheres fazendo amor na cama.

### Controvérsia
Durante a sua estréia, em 1999, Passions levou ao ar uma trama polêmica, na qual Sheridan Crane era identificada como amiga da Princesa Diana. No roteiro, Sheridan havia falado com Diana imediatamente antes do acidente que a matou em 1997, e já havia sofrido um acidente no mesmo túnel, em Paris, alguns anos antes.